# Wassilena Amsina
Wassilena Gerginowa Stefanowa-Amsina (bulgarisch Василена Гергинова Стефанова-Амзина; * 29. Juni 1942 in Bistriza; † 19. Dezember 2017 in Sofia) war eine bulgarische Leichtathletin.

## Karriere
Amsina schied bei den Europameisterschaften 1969 im 1500-Meter-Lauf auf dem achten Platz ihres Vorlaufs aus. Bei den Europameisterschaften 1971 schied sie im 800-Meter-Lauf im Vorlauf aus, erreichte jedoch das Finale des 1500-Meter-Laufes mit einem bulgarischen Nationalrekord.
Sie nahm an den Olympischen Sommerspielen 1972 in München teil, erreichte jedoch sowohl im 800-Meter-Lauf als auch im 1500-Meter-Lauf nicht das Finale. Im selben Jahr gewann sie Bronze bei den Halleneuropameisterschaften in Grenoble über die 1500-Meter-Distanz.
In den Jahren 1963 sowie von 1966 bis 1968 war sie über 800 m und von 1968 bis 1971 über 1500 m bulgarische Landesmeisterin. Nach ihrer Karriere war sie Trainerin bei der Leichtathletikabteilung von ZSKA Moskau, hauptsächlich im Jugendbereich.